# 新型コロナウイルス諮問委員会
新型コロナウイルス対策諮問委員会（しんがたコロナウイルスたいさくしもんいいんかい、COVID-19 Advisory Board）は、アメリカ合衆国次期大統領（当時）ジョー・バイデンが、大統領選の当確が出た直後の2020年11月9日に発足させた新型コロナウイルス感染症（CIVID-19）対策の専門家チームである。

## 発足
2020年11月3日の大統領選に出馬したジョー・バイデンは、11月7日に当確報道が出て次期大統領就任が確実になった。バイデンは翌年1月20日の大統領就任前に新型コロナウイルスの対応策を検討するため、11月9日にも専門家13人から成る新型コロナウイルス対策諮問委員会を発足させることを発表し、同日最初の会合を開いた。
バイデンは声明で「コロナウイルスのパンデミックへの対処は、新政権が直面する最も重要な闘いの一つであり、私は科学と専門家から情報を得るつもりだ」と述べた。また「安全で有効なワクチンに取り組んではいるが、感染防止に最も効果的な方法はマスクを着用することだ」「今後数カ月間、全員がマスクを着用するだけで何万人もの命が救える。民主党員や共和党員に限らず、米国民の命を救うということだ」「お願いだから、自分のために、そして周りの人のためにマスクを着用してほしい」と国民にマスク着用を要請した。

## 構成
元食品医薬局局長でカリフォルニア大学サンフランシスコ校教授デビッド・A・ケスラー、元医務総監ビベク・マーシー、イェール大学助教授マーセラ・ヌネス・スミスの3人が共同議長を務め、そのほか医療や公衆衛生の専門家10人の計13人で構成される。
ドナルド・トランプ政権によって生物医学先端研究開発局（BARDA）局長を解任されたリック・ブライトもメンバーに含まれている。